# Vírusoid
A vírusoidok körkörös, egyszálú RNS-ek, melyeknek a replikációhoz és a kapszidképzéshez víruson belül kell lenniük. Genomjuk néhány száz (200-400) nukleotidból áll, és nem kódol fehérjét.
A vírusoidok gyakorlatilag helpervírus-fehérjeburokban lévő viroidok, amelyek így hasonlítanak a viroidokra a replikáció módjában (gördülőkör-replikáció) és abban, hogy nincsenek bennük gének, azonban abban különböznek, hogy a viroidokat nem veszi körül fehérjeburok. Mind a viroidok, mind a vírusoidok pörölyribozimet kódolnak.
A vírusoidok, noha a virológia foglalkozik velük, szubvirális részecskék, nem pedig vírusnak. Mivel segédvírusoktól függnek, szatellitek. A vírusoidok a virológiai taxonómiában a Szatellitek/Szatellit-nukleinsavak/3. alcsoport: Körkörös szatellit-RNS(-ek) csoport listájában szerepelnek.

## Definíció
A fogalom körétől függően a vírusoid fogalma magába foglalhatja a hepatitis D-vírust (HDV) is. A növényi vírusoidokhoz hasonlóan a HDV kerek, egyszálú, és helper vírus segítségével (hepatitis B) képez viriont, azonban a virionoknak sokkal nagyobb a genomja (kb. 1700 nt), és fehérjét kódolnak. Ezenkívül nem mutatnak szekvenciahasonlóságot a növényvírusoid-csoporttal.

## Történet
Az első vírusoidot R2 dohánymozaik-vírussal fertőzött Nicotiana velutina-növényekben fedezték fel. Ezen RNS-eket nevezték még „viroidszerű” RNS-eknek is, és a kereskedelemben és a mezőgazdaságban fontos növényeket fertőzik, és nem önreplikáló egyszálú RNS-ek. A vírusoidok RNS-replikációja hasonló a viroidokéhoz, de a viroidoktól eltérően a vírusoidoknak „segéd” vírus szükséges.

## Replikáció
A vírusoid-RNS körkörös szerkezete ideális a gördülőkör-replikációhoz, ahol a genom több másolata jön létre hatékonyan egy replikációkezdés alatt. Ennek további elődje, hogy az exonukleázok nem férnek hozzá, így ezeknek ellenállnak. Ezenkívül a magas GC-tartalom és nagy fokú önkomplementaritás az endonukleázokkal szemben is stabillá teszi. A körkörös RNS az RNS-foldingot korlátozza a replikációhoz megfelelő másodlagos szerkezet a ribozimmediált széttekeredés során keletkezőktől való eltérésétől.
A növényszatellit-RNS-ek és vírusoidok a megfelelő helper vírusaiktól függenek a replikáció tekintetében, és a helper vírusok pedig a növényektől függenek, hogy létrehozzák a replikációhoz szükséges komponenseket. Ezért egy mindhárom fő szereplőt, a szatellitet, a helper vírusokat és a gazdanövényeket is igénylő komplex játék szükséges a szatellit-/vírusoidreplikációhoz.

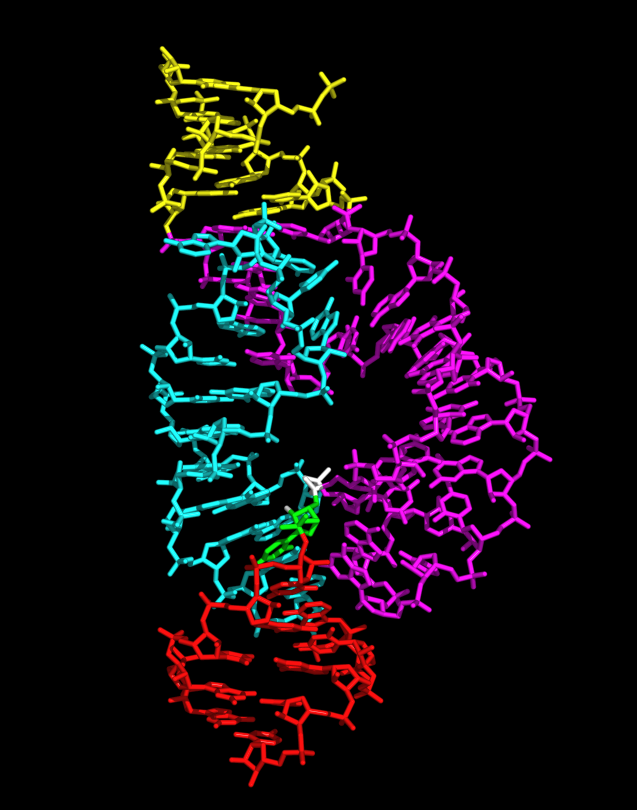
Pörölyribozim vírusoidon kívül (2GOZ)

A satLTSV-replikációról kimutatták, hogy a szimmetrikus gördülőkör-mechanizmus végzi el, ahol a satLTSV mind a (+), mind a (-) szálakat elvágja. A satLTSV (+) és (-) szálai egyaránt fertőzőképesek. Mindazonáltal, mivel csak a (+) szál van az LTSV-részecskékben, az OAS-szekvencia és a másodlagos szerkezet feltételezések szerint csak a (+) szálon van jelen.
Gellatly et al., 2011 kimutatta, hogy az egész satLTSV-molekula szekvenciális és szerkezeti jelentőségű, ahol bármilyen, a vírusoid szerkezetét zavaró mutáció (inzertáció vagy deléció) megszüntetné a fertőzőképességét. A molekulába kerülő idegen nukleotidok csak akkor maradhatnak, ha a satLTSV szerkezetét változatlanul hagyják. Ezenkívül a bekerülő idegen szekvenciák a későbbi generációkban eltűnnek, ami végül a vad típusú satLTSV-vé való visszaalakuláshoz vezet.
Ezért a satLTSV-RNS-ben az egész szekvencia fontosnak tűnik a replikációhoz, szemben a TBSV satRNS-ével vagy a hibás, interferáló RNS-ekkel, ahol csak a megfelelő sorozatok vagy másodlagos szerkezetek kis részét találták elegendőnek a replikációhoz.

## A ribozimszerkezetek szerepe a vírusoidok szétválásában és replikációjában
A vírusoidok szerkezete hasonlít a viroidokéra, mivel kétszálú hosszúkás, rövid terminális ágú natív másodlagos szerkezettel rendelkeznek. Ezek pörölyribozimeket is tartalmaznak, melyek részt vesznek a gördülőkör-replikáció során történő autokatalitikus satRNS-szétválasztásban. Feltételezések szerint a satLTSV pörölyribozim szerkezete csupán átmeneti, hasonlóan a Song és Miller által 2004-ben észlelt satRPV- (RPV szerotípusú sárga törpe-gabonapolerovírus)-RNS-hez. Ez a szerkezet rövid III-as törzset tartalmaz, amit csak két nukleotid-bázispár stabilizál. Ez az instabil konformáció tehát a kétpörölyös szétválasztás elméletét támogatja. Ezek a szerkezetek hasonlók a CarSV-hez és a gőteribozimekhez, ami a divergens RNS-ek közti ősi kapcsolatot támogatja. Collins et al. 1998-as tanulmányában arról számolt be, hogy a satRYMV-RNS dimerje hatékonyabban válik szét, mint a monomer, ami konzisztens a kétpörölyös szétválasztással. Abból, hogy a satRYMV a (+) szálban szétválik, de a (-) szálban nem, következik, hogy a satRYMV aszimmetrikus gördülőkör-replikációval sokszorozódik, hasonlóan más szobemovirális szatellitekhez, kivéve a satLTSV-t.

## Evolúciós eredet

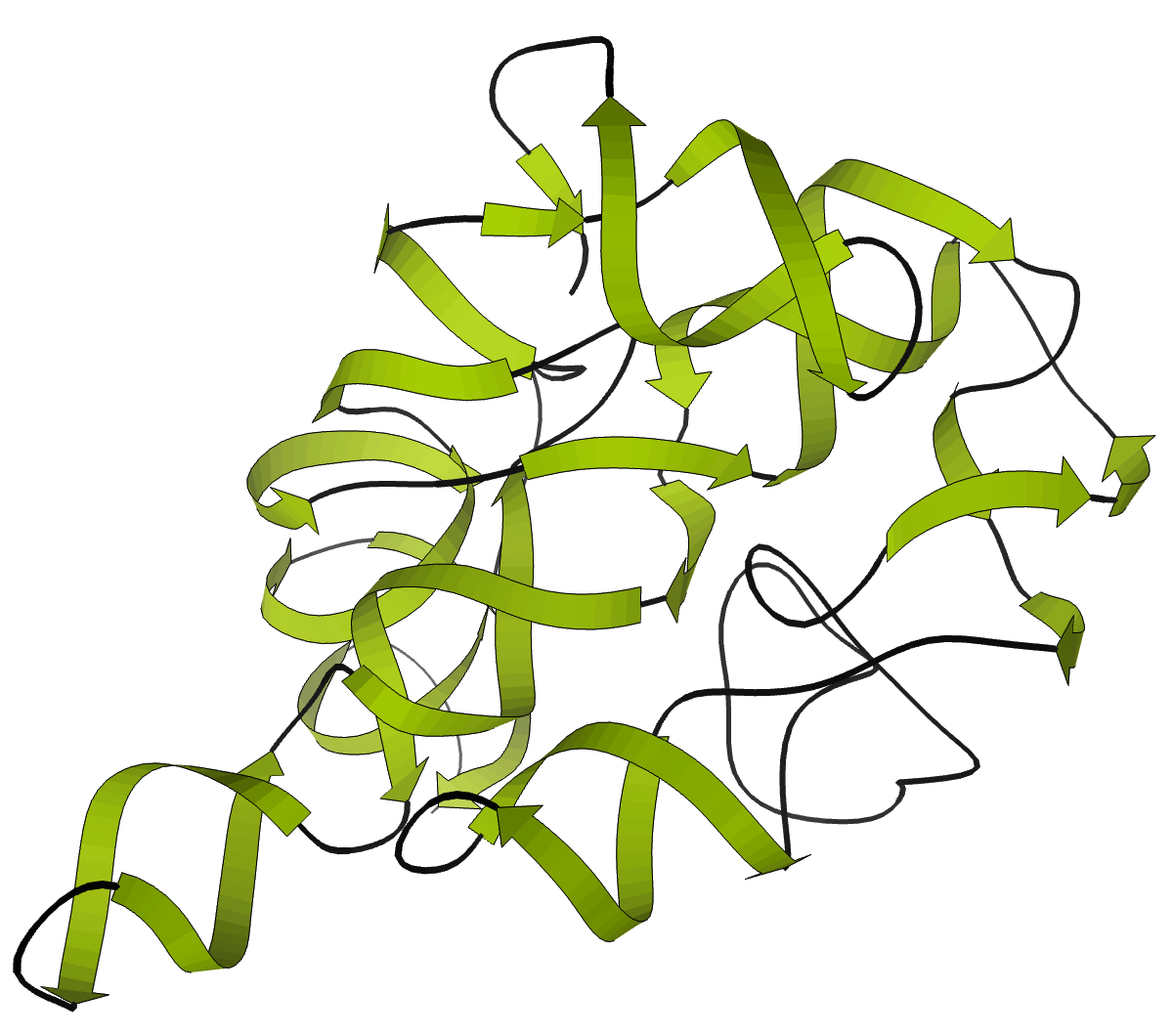
I. csoportbeli intron (1grz)

Az olyan tulajdonságokat figyelembe véve, mint a kis méret, a körkörös szerkezet vagy a pörölyribozimek jelenléte, a viroidoknak a vírusokétól eltérő ősi evolúciós eredetük lehet. Ugyanígy a szatellit-RNS-ek és a gazdavírusaik, gazdanövényeik és rovarvektoraik közti szekvenciahasonlóság hiányából következtetni lehet arra, hogy ezek a szatellit-RNS-ek spontán jöttek létre. Egy másik elmélet szerint a vírusfertőzések során készülő siRNS-eket és mikro-RNS-eket helpervírus-replikázok erősíthetik, ahol ezek a molekulák szatellit-RNS-ekké állhattak össze.
A vírusoidokat és a viroidokat összehasonlították az intronokkal méretbeli hasonlóságuk miatt. Feltételezések szerint a vírusoidok és viroidok az intronokból származtak. Összehasonlították a viroidok (-) szálát és az U1 kis magi ribonukleoprotein-részecskéket (snRNP-k), feltételezve, hogy a viroidok kiszabadult intronok. Dickson (1981) megfigyelte ezenkívül a viroidok és vírusoidok (+) és (-) szálai közti homológiáit. Mi több, a vírusoidok és a viroidok számos szerkezeti és szekvenciahomológiát mutatnak az I. csoportbeli intronokhoz, például a  Tetrahymena thermophila kivágódó intronjához.
Egy 2001-es tanulmány szerint a vírusoidok az Avsunviroidae – ahol szintén lehetnek pörölyribozimek – testvércsoportjaként önálló kládot alkothatnak. Azonban a tanulmányban említett elrendezés nem elérhető, ezért az eredmények nehezen megismételhetők.
A vírusoidok és más körkörös RNS-ek ősi molekulák, amelyeket újult érdeklődéssel kutatnak. A körkörös RNS-ekről számos funkciót derítettek ki, például a génexpresszió-modulációval, a miRNS-szivacsokként működő RNS-kötő fehérjékkel (RBP) való kölcsönhatással, az öregedéssel és számos emberi betegséggel, például a rákkal is összefüggésbe hozták.

## Fejlődése
Abouhaidar és társai 2014-es tanulmányukban leírták a fehérjetranszláció és mRNS-aktivitás 2023-ig ismert egyetlen példáját a rizs-sárgamozaikvírus körkörös szatellit-RNS-ében (scRYMV). Ezek alapján az scRYMV vírusoid szatellit-RNS-ként sorolható be, amely a transzláció és a replikáció modellrendszereként is működhet.
E szubvirális ágensek egy lehetséges alkalmazása a növények vírusos megbetegedéseinek biológiai kontrollágenseinek létrehozásához való vektorok létrehozása. A vektorrendszer használható az idegen gének replikációjához, túlexpressziójához és csendesítéséhez. Idegenexpresszió-vektor például a bambuszmozaikvírusszatellit-RNS (satBaMV), amely 20 kDa-os P20 fehérjét kódoló nyitott leolvasási kerettel rendelkezik. Megfigyelték, hogy ha ezt a nem esszenciális nyitott leolvasási keretet idegen génnel cserélték le, ennek az idegen génnek a kifejeződése megemelkedett, vagy a gén túlkifejeződött. A géncsendesítéshez bizonyos szatellit-RNS-alapú vektorok használhatók a szekvenciaspecifikus inaktivációhoz. A szatellit-dohánymozaikvírus (STMV) volt az első szubvirális ágens, amit szatellitvírus-indukált csendesítő rendszer (SVISS) kifejlesztéséhez használtak.

## Fordítás
Ez a szócikk részben vagy egészben  a   Virusoid című angol Wikipédia-szócikk ezen változatának fordításán alapul.  Az eredeti cikk szerkesztőit annak laptörténete sorolja fel. Ez a jelzés csupán a megfogalmazás eredetét és a szerzői jogokat jelzi, nem szolgál a cikkben szereplő információk forrásmegjelöléseként.